# Amador de Auxerre
Amador de Auxerre (Auxerre, 344 - 1 de mayo de 418), en francés Amadour o Amatre, fue obispo de Auxerre desde 388. Es venerado como santo en toda la cristiandad.

## Biografía
Amador nació en una familia noble. Quería hacer carrera eclesiástica y estudió teología, pero para contentar a sus padres se casó con Marta, mujer piadosa de Langres (es venerada localmente como santa Marta). Una vez casados, acordaron vivir casta y evangélicamente, como si fueran hermanos. Después, Marta se hizo monja y Amador recibió la tonsura eclesiástica.
Fue consagrado obispo de Auxerre en 388, sucediendo a san Heladio y gobernó la sede hasta su muerte. Hizo construir dos iglesias y convirtió a los paganos de la diócesis. Llevó las reliquias de san Quirico y se difundió el culto en Francia.

## Posteridad y veneración
Le sucedió Germán de Auxerre, que escribió su vida. Exhumado en la catedral de Auxerre, fue venerado como santo y su fiesta se marcó en el Martirologio romano el 1 de mayo. Sus reliquias desaparecieron durante la Revolución francesa.
Probablemente, la confusión entre la figura del obispo y la de algún eremita de la zona dio lugar, en Rocamadour, a su desdoblamiento de personalidad hagiográfica y a la creación de la figura legendaria de san Amador de Rocamador.

### Leyendas
Otra biografía fue escrita por un tal Esteban en el siglo VII, pero es más fantasiosa y se considera como una obra narrativa sin credibilidad histórica. Según esta fuente, Amador era el hijo único de unos nobles de Auxerre, que lo prometieron en matrimonio con una heredera rica, Marta. El día del matrimonio, el obispo Valeriano, ya mayor, se equivocó y en lugar de leer la bendición nupcial, dijo el rito de ordenación de los diáconos, por el cual consagró Amador como religioso. Los dos jóvenes novios acordaron vivir en castidad. 
Según una tradición sin fundamento, Amador fue el que consagró como obispo a Patricio de Irlanda, en uno de los hipotéticos viajes que este hizo a la Galia. Cuando Amador ya era mayor, gobernaba Auxerre el joven patricio Germán, apasionado por la cacería. Aunque era cristiano, mantenía la costumbre pagana de colgar las cabezas de los animales cazados de un palo en el medio de la plaza de la vila, que venia a ser como una ofrenda a los dioses. Amador recriminó al gobernador su actitud, pero Germán no hacía caso, per el cual Amador cortó el palo cuando Germán no estaba. Este, furioso, amenazó el obispo y Amador se ausentó de la ciudad un tiempo, yendo a Autun, donde tuvo la revelación que Germán sería su sucesor como obispo. Al volver a Auxerre, convocó el pueblo en la catedral y, una vez que todo el mundo estaba dentro, cerró las puertas, tomó Germán por la fuerza, y con la ayuda de los clérigos, lo tonsuró y lo consagró obispo de Auxerre, cargo que aceptó al morir poco después Amador.